# Franco Donatoni

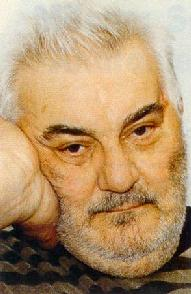
Donatoni 1994

Franco Donatoni (* 9. Juni 1927 in Verona; † 17. August 2000 in Mailand) war ein italienischer Komponist.

## Leben
Er studierte in Mailand, Bologna und Rom und wirkte danach als Professor an den Konservatorien in Bologna und Mailand. 1965 erhielt er einen Ruf an das Konservatorium in Turin.
Sein Schaffen umfasst Werke verschiedener Gattungen und Besetzungen, darunter ein Ballett, eine Streichersinfonie, Kammermusik und Musik für Tasteninstrumente.